# Putopis
Putopis je prozna književna vrsta u kojoj su putovanje i izgled proputovanih predjela ili zemalja povod za umjetničko oblikovanje zapažanja, dojmova i razmišljanja o svemu što je putopisca zaokupilo na putovanju. Putopis može biti napisan književnoumjetničkim, znanstvenopopularnim ili novinarskim (publicističkim) stilom.
Obično se dijele na poučne i zabavne putopise.

## Povijest
Prvi je hrvatski suvremeni putopis Pogled u Bosnu Matije Mažuranića iz 1842. godine, slijedi ga putopis Stanka Vraza Put u gornje strane iz 1843., te putopis Antuna Nemčića pod nazivom Putositnice iz godine 1845. U XIX. stoljeću putopise će pisati i Adolf Veber Tkalčević: Put na Plitvice (1860.), Listovi o Italiji (1861.), Put u Carigrad (1886.), koji neće biti od značajnije književnoumjetničke vrijednosti jer autor piše novinarskim stilom bez da unosi vlastita razmišljanja i subjektivne doživljaje s putovanja. Tkalčevićevi putopisi više nalikuju na turističke vodiče.
Najznačajnijim putopiscima u hrvatskoj književnosti smatraju se: Matija Mažuranić, Antun Nemčić, Antun Gustav Matoš, Matko Peić i drugi.
Danas se putopisima osobito sustavno bavi Dean Duda, s naglaskom na putopisima romantizma (djelo Priča i putovanje).
Razvoj putopisa može se pratiti i pogledom s opće-kulturne strane. S obzirom na povijest putovanja i migracija, razmjene i trgovine, hodočašća, mnogih zemljopisnih otkrića te antropoloških istraživanja ima mnogo putopisnih djela hrvatskih pisaca s različitih svjetski poznatih mjesta. Tako je i gore spomenuti Antun Gustav Matoš pisao o njegovim putovanjima po Francuskoj.